# Телезио, Антонио
Антонио Телезио (итал. Antonio Telesio, лат. Antonius Thylesius; 1482, Козенца — 1534, Козенца) — итальянский учёный-филолог, преподаватель, поэт и драматург.

## Биография
Как предполагается, изучал греческий и латинский языки в родном городе; многие подробности его жизни неизвестны, по ним можно судить лишь по сохранившимся письмам и упоминаниям современников о его пребывании в том или ином месте. В 1517 году Телезио покинул родной город и отправился жить в Милан, где стал частью местного сообщества интеллектуалов и профессором греческой и латинской литературы. В 1521 году покинул Милан и осел в Риме, где сначала занимал кафедру красноречия, а в 1524—1527 годах был там профессором латинской поэтики, входил в число интеллектуалов при папе Клименте VII. После разграбления Рима в мае 1527 года войсками императора Карла V бежал в Венецию, где получил звание профессора латинской поэтики при Совете десяти и 17 октября того же года начал преподавать. Затем с лета 1527 до лета 1529 года жил и работал в Падуе, позже возвратился в Венецию, но в сентябре или октябре 1529 года решил вернуться в Калабрию и чуть не погиб во время кораблекрушения. В самом конце 1529 года он был в Козенце, но в 1530 году отправился в Неаполь, где, как предполагается, прожил до конца жизни и также входил в число местных интеллектуалов.
Главные работы: «Poemata varia» (Рим, 1524); «De coloribus» (Венеция, 1528); «Imber aureus», трагедия (Нюрнберг, 1539); «Idyllia» (Базель, 1545). Произведения Телезио оценивались как «изящные». Собрание его сочинений подготовил и опубликовал Франческо Даниеле (Неаполь, 1762).